# گرتا میر
گرتا میر (انگلیسی: Greta Meyer؛ ۷ اوت ۱۸۸۳ – ۸ اکتبر ۱۹۶۵) یک هنرپیشه اهل آلمان بود. 
از فیلم‌ها یا برنامه‌های تلویزیونی که وی در آن نقش داشته است می‌توان به این سه نفر، گرند هتل، زنان، بانوی برچسب خورده، والس بزرگ، ماریتای بدذات، هایدی، زیارت اشاره کرد.